# Лейквілл (Індіана)
Лейквілл (англ. Lakeville) — місто (англ. town) в США, в окрузі Сент-Джозеф штату Індіана. Населення — 879 осіб (2020).

## Географія
Лейквілл розташований за координатами 41°31′44″ пн. ш. 86°16′31″ зх. д. / 41.52889° пн. ш. 86.27528° зх. д. (41.528782, -86.275360).  За даними Бюро перепису населення США в 2010 році місто мало площу 1,58 км², з яких 1,57 км² — суходіл та 0,01 км² — водойми.

## Демографія
Згідно з переписом 2010 року, у місті мешкало 786 осіб у 367 домогосподарствах у складі 193 родин. Густота населення становила 498 осіб/км².  Було 438 помешкань (277/км²).
Расовий склад населення:
| - 97,5 % — білих - 0,4 % — корінних американців - 0,1 % — чорних або афроамериканців |

До двох чи більше рас належало 1,5 %. Частка іспаномовних становила 3,2 % від усіх жителів.
За віковим діапазоном населення розподілялося таким чином: 24,7 % — особи молодші 18 років, 61,4 % — особи у віці 18—64 років, 13,9 % — особи у віці 65 років та старші. Медіана віку мешканця становила 36,5 року. На 100 осіб жіночої статі у місті припадало 96,0 чоловіків;  на 100 жінок у віці від 18 років та старших — 90,4 чоловіків також старших 18 років.
Середній дохід на одне домашнє господарство  становив 46 014 долари США (медіана — 40 625), а середній дохід на одну сім'ю — 53 863 долари (медіана — 52 500). Медіана доходів становила 41 667 доларів для чоловіків та 34 167 доларів для жінок. За межею бідності перебувало 27,8 % осіб, у тому числі 43,5 % дітей у віці до 18 років та 18,2 % осіб у віці 65 років та старших.
Цивільне працевлаштоване населення становило 356 осіб. Основні галузі зайнятості: виробництво — 23,9 %, освіта, охорона здоров'я та соціальна допомога — 19,7 %, роздрібна торгівля — 15,2 %.